# Psychosocial
"Psychosocial" é o segundo single e a quarta faixa do quarto álbum de estúdio da banda Slipknot, All Hope Is Gone. Ela foi ao ar pela primeira vez no dia 26 de Junho de 2008, e teve seu lançamento como single digital para o dia 1 de Julho. Slipknot tocou a música pela primeira vez ao vivo dia 9 de julho de 2008 em Seattle-Washington. A música foi escolhida como um dos temas do filme Punisher: War Zone. A música também foi nomeada ao prêmio de "Melhor música de metal" no 51º Grammy Awards. O videoclipe feito para a canção recebeu muita divulgação na mídia e acabou por tornar-se um clássico do grupo.

## Vídeo
O clipe se passa em um terreno em chamas que, quando visto de cima, pode se ver um eneagrama (estrela de nove pontas), símbolo da banda. Em cada ponta da estrela se encontra uma das máscaras em tamanho gigante que é vista sendo carregada por eles no inicio do clipe e que foram postas em cima de uma estaca cada uma delas. Mas só é vista nitidamente a de Corey Taylor (vocalista da banda).

## Listas de faixas
Todas as músicas foram compostas pelo Slipknot.
Promo CD
1. "Psychosocial" (Edit) - 3:57
2. "Psychosocial" (Album Version) – 4:42

7" Vinyl
1. Psychosocial - 4:43
2. All Hope Is Gone - 4:44

Digital Download
1. Psychosocial (Radio Edit) - 3:58

Limited Edition CD
1. Psychosocial - 4:43
2. All Hope Is Gone - 4:44

## Paradas musicais
| Tabela (2008)                                 | Melhor posição |
| --------------------------------------------- | -------------- |
| U.S. Billboard Hot Mainstream Rock Tracks     | 7              |
| U.S. Billboard Hot Modern Rock Tracks         | 20             |
| U.S. Billboard Bubbling Under Hot 100 Singles | 2              |
| U.S. Billboard Hot Digital Songs              | 66             |
| Canadian Hot 100                              | 75             |
| Austrian Singles Chart                        | 65             |
| France Singles Top 100                        | 100            |
| German Singles Chart                          | 31             |
| Swedish Singles Chart                         | 28             |
| UK Singles Chart                              | 67             |
| New Zealand RIANZ Top 40 Music Chart          | 35             |